# Udo Frank
Udo Frank (* 1953 in Duisburg) ist ein deutscher Fernsehjournalist und Buchautor.

## Leben
Udo Frank studierte nach seinem Abitur am Duisburger Max-Planck-Gymnasium an der Rheinischen Friedrich-Wilhelms-Universität Bonn Politologie, Pädagogik, Germanistik und Philosophie. Er absolvierte das zweite Staatsexamen für das höhere Lehramt. Nach dem Studium nahm Frank als freier Mitarbeiter des Südwestfunks (SWF) im Landesstudio Mainz seine journalistische Tätigkeit auf. Er arbeitete als TV-Reporter und Redakteur für das SWF-Landesstudio und die politischen Magazine NDR-Panorama, WDR-Monitor und SWF Report-Baden-Baden. Frank wurde nach seinem Volontariat beim SWF fest angestellt und arbeitete einige Jahre als Inlandskorrespondent für die ARD-Aktuell-Nachrichtenredaktion, die für die Tagesschau und Tagesthemen verantwortlich ist. Dann wechselte er in die Redaktion REPORT BADEN-BADEN. Ab April 1993 arbeitete er für das ZDF-Magazin Frontal. Bis April 2019 arbeitete Frank als Redakteur in der Dokumentationsredaktion ZDF:zeit. Seitdem ist er gemeinsam mit Rainer Fromm Geschäftsführer und Gesellschafter der Filmproduktion „FF Framework - TV & Media GmbH.“
Journalistische Schwerpunkte Franks sind die Pharmaindustrie, Waffen- und Rauschgifthandel, Menschenschmuggel sowie Rechtsextremismus. Frank trug mit der Berichterstattung über die „Schneider-Story“ zur Aufklärung des größten deutschen Bauskandals der Nachkriegsgeschichte bei. Im Rahmen seiner Recherchearbeiten wurden Franks Mobiltelefon zwei Jahre lang durch die Ermittlungsbehörden abgehört. Die Behörden erhofften, so an den Aufenthaltsort von Schneider zu gelangen.

## Auslandstätigkeit
Frank arbeitete als ZDF-Korrespondent im Studio Tel Aviv. Hier recherchierte er zur Aktivität der russischen Mafia in Israel. Während des Kosovo-Krieges arbeitete er als Korrespondent für das ZDF.

## Filmographie
- 2005: Rauschgift auf Rädern – Die Düsseldorfer Drogenbahn
- 2007: Erben gesucht – Wenn der Mann mit dem Geldkoffer kommt
- 2007: Helfer auf vier Pfoten – Therapiehunde im Einsatz
- 2009: Der Amoklauf von Winnenden (mit Beate Klein, Annegret Oster, Mario Shabaviz und Leo Spors)
- 2009: Der Erbenermittler – Auf der Spur des Geldes
- 2013: Frisch auf den Tisch? – Dioxin-Skandal verunsichert Verbraucher (mit Andreas Ewels, Annette Hilsenbeck, Annette Hoth, Michael Renz und Stefanie Schoeneborn)
- 2015: NSU privat: Das Innere einer Terrorzelle (mit Rainer Fromm)
- 2017: Die Blutspur – Rechter Terror in Deutschland (mit Rainer Fromm und Christian Twente)
- 2021: Vergiftete Heimat - Die netten Rechten von nebenan (mit Rainer Fromm)
- 2021: Das dunkle Erbe – Nazis im deutschen Fußball (mit Rainer Fromm)

+ 2022: Die Story im Ersten: Mord an der Tankstelle